# Adolf Hofrichter (Oberleutnant)
Adolf Hofrichter (* 20. Jänner 1880 in Reichenau (Böhmen), Österreich-Ungarn; † 29. Dezember 1945 als Adolf Richter in Wien) war ein k.u.k Oberleutnant des Infanterie-Regiments Nr. 14, der in einem Militärstrafgerichtsverfahren wegen Mordes zu einer Freiheitsstrafe von 20 Jahren verurteilt wurde und anschließend in der Militärstrafanstalt Möllersdorf inhaftiert war. Er wurde im September 1919 begnadigt. Sein Grab liegt im Wiener Zentralfriedhof in der Gruppe 23F.

## Die Affaire Hofrichter
Hofrichter war ein ehrgeiziger Offizier, der eine Laufbahn als Generalstabsoffizier anstrebte. Doch er belegte im Auswahlverfahren nur einen hinteren Rang. Also verschickte er unter dem Decknamen Charles Francis Werbebriefe an vor ihm platzierte Offiziere, in denen er Pillen als Mittel zur Steigerung der Manneskraft anpries, die er heimlich mit Zyankali versetzte. Hauptmann Richard Mader schluckte zwei der Pillen vor einem „Stelldichein“ und verstarb kurz darauf. Bei Bekanntwerden des Falles meldeten sich zehn weitere Offiziere, die ähnliche Post erhalten hatten.
Ab dem 26. November 1909 befand sich Hofrichter in Haft, unter dem Verdacht, an zwölf Generalstabsoffiziere als Aphrodisiakum getarnte Zyankalikapseln versandt zu haben. Fünf der Offiziere hätten sterben müssen, um dem in der Beförderungsrangliste unter ihnen stehenden Hofrichter den Aufstieg in den Generalstab doch noch zu ermöglichen. Generalstabshauptmann Richard Mader war als einziger der Offiziere am 17. November 1909 an dem postalisch zugestellten Gift verstorben. Da sich die Beschuldigungen gegen Hofrichter bis zu seinem späten Geständnis Ende April 1910 ausschließlich auf Indizien stützten, wurde der Fall in den zeitgenössischen Zeitungen sehr kontrovers diskutiert. Am 25. Juni 1910 wurde schließlich das von einem Militärgericht schon am 28. Mai 1910 gefasste Urteil der Öffentlichkeit verkündet. Hofrichter wurde zur Kassation des Offizierstandes und zu verschärftem schweren Kerker der Dauer von 20 Jahren verurteilt.
Im November 1918 unternahmen Häftlinge der Militärstrafanstalt Möllersdorf einen Massenausbruch. Hofrichter beteiligte sich daran nicht, er stellte jedoch beim Kommandanten einen Antrag auf Haftentlassung. Da die Gefängnisleitung den Weiterbetrieb des Dienstes nicht mehr gewährleistet sah, kam Hofrichter frei. Sein Antrag auf Erlass der Reststrafe wurde 1919 vorerst abgewiesen, und er wurde wieder inhaftiert. Im September 1919 wurde er schließlich begnadigt.
Die Hofrichter-Affaire bildete die Grundlage für den Roman Der Leutnant und sein Richter von Maria Fagyas, der 1983 verfilmt wurde. Unter dem Titel Verurteilt 1910 wurde der Fall Hofrichter auch für das Fernsehen verfilmt. Fritz Flandrak und Walter Firner verarbeiteten den Stoff in ihrem Schauspiel Hohes Gericht!, das 1935 uraufgeführt wurde.:139